# خلعت‌پوشان
خلعت‌پوشان، روستایی از توابع بخش کرچمبو شهرستان بوئین و میاندشت در استان اصفهان ایران است.

## مردم
مردم این روستا لرتبار و از ایل بختیاری می باشند که به گویش لری بختیاری سخن می گویند

## جمعیت
این روستا در دهستان کرچمبو جنوبی قرار دارد و براساس سرشماری مرکز آمار ایران در سال ۱۳۸۵، جمعیت آن ۷۳ نفر (۱۷خانوار) بوده‌است.